# Tanguiéta
Tanguiéta är en kommun i departementet Atacora i Benin. Kommunen har en yta på 5 465 km2, och den hade 74 675 invånare år 2013.

## Arrondissement
Tanguiéta är indelat i fem arrondissement: Cotiakou, N'Dahonta, Taiakou, Tanguiéta och Tanongou.